# 东京市场资讯
《东京市场资讯》（日语：／ Tōkyō māketto jōhō */?）是在1987年7月6日至2021年3月26日期间在原NHK卫星第1频道（后来的NHK BS1）在股市开盘时的工作日（周一至周五）播出的股市行情节目。

## 内容
东京证券交易所市场交易的各股票的收盘价将在第一和第二交易时段结束后25分钟公布。每个程序将具有以下结构：
- 【前场】行情概览、收盘价字幕快报
- 【后场】市场概况、经营动态、东交所证券业人士评论、收盘价突发新闻

2008年和2009年，后半部分的时段是在收盘价报告后附有字幕，介绍分析师对经济趋势的预测以及经济最前线的特色介绍。
2006年、2007年左右，随经济部记者播出，时段由15:25扩大至16:00、15:25扩大至15:55。
另外，在年底最后一个交易日（大南开），延长后半部分的播出时间（前移），并对过去一年的经济形势进行回顾。
NHK于2021年2月10日宣布，由于2021年度节目重组，该节目将于同年3月26日结束。节目于当天如期结束，结束了长达33年9个月的历史。未来，他们计划增强BS1上分发的资料广播中的经济资讯。

## 其他
- 截至2011年3月的片头主题曲是基思·曼斯菲尔德的“Here and Now”，片尾主题曲是基思·曼斯菲尔德的“Good News”。
- 2011年3月4日下午的播出开始时延迟了2分钟，因为综合电视台播放新闻的新闻中心演播室播出了特别新闻（当天综合电视台正在直播国会直播（日语：国会中継））。在BS1单独播出（也在NHK World Premium播出）。
- 由于持续了33年9个月的节目结束缺乏宣传，NHK收到了超过4000条意见和询问，除了再次宣布节目结束外，还引入BS1资料广播[3][4][5]。